# Halmyrapseudes thaumastocheles
Halmyrapseudes thaumastocheles är en kräftdjursart som först beskrevs av Théodore Monod 1935.  Halmyrapseudes thaumastocheles ingår i släktet Halmyrapseudes och familjen Parapseudidae. Inga underarter finns listade i Catalogue of Life.